# لويس أنطونيو راموس
لويس أنطونيو راموس (بالإنجليزية: Luis Antonio Ramos)‏ هو منتج أفلام وممثل أمريكي، ولد في 13 يوليو 1973 في الولايات المتحدة.

## أعمال

### أفلام
- (1989) افعل الصواب

### مسلسلات
- باور

## وصلات خارجية
- لويس أنطونيو راموس على موقع IMDb (الإنجليزية)
- لويس أنطونيو راموس على موقع قاعدة بيانات الفيلم (الإنجليزية)